# 2. srpnja
2. srpnja (2. 7.) 183. je dan godine po gregorijanskom kalendaru (184. u prijestupnoj godini).
Do kraja godine imaju još 182 dana.

## Događaji
- 1853. – Ruska je vojska napala Tursku, čime je počeo Krimski rat
- 1900. – Nad jezerom Constance u Njemačkoj poletio je prvi cepelin
- 1961. – Ustrijelio se slavni američki pisac Ernest Hemingway (Zbogom oružje)
- 1990. – Albanski zastupnici u kosovskoj skupštini predvođeni Ibrahimom Rugovom proglasili su Kosovo republikom
- 1991. – utemeljena 111. brigada HV "Zmajevi", Rijeka
- 1991. – utemeljena 104. brigada HV, Varaždin
- 1991. – Zagrepčani pokušali prosvjedom spriječiti odlazak tenkova iz vojarne "Maršal Tito" prema Sloveniji koju je JNA u to vrijeme napadala. Pala prva civilna žrtva Jugoslavenske narodne armije – Raveno Čuvalo i nekoliko građana ranjeno.[1][2][3]
- 1994. – Kolumbijski nogometaš Andrés Escobar ubijen je zato što je zabio autogol na Svjetskom prvenstvu u SAD-u

| - 1714. – Christoph Willibald Gluck, njemački skladatelj i dirigent († 1787.) - 1724. – Friedrich Gottlieb Klopstock, njemački književnik († 1803.) - 1862. – William Henry Bragg, engleski fizičar († 1942.) - 1869. – Milan Šenoa, hrvatski književnik († 1961.) - 1877. – Hermann Hesse, njemački književnik († 1962.) - 1894. – André Kertész, mađarski fotograf († 1985.) - 1916. – Ivan Šimrak, hrvatski svećenik († 1944.) - 1923. – Wisława Szymborska, poljska književnica i nobelovka - 1929. – Imelda Marcos, filipinska političarka - 1937. – Richard Petty, američki vozač utrka - 1946. – Jakov Radovčić, hrvatski paleontolog († 2021.) - 1950. – Goran Ugrin, hrvatski televizijski i radijski producent - 1963. – Franjo Kuhar, hrvatski glumac - 1976. – Petra Dugandžić, hrvatska glumica - 1985. – Ashley Tisdale, američka pjevačica i glumica | - 936. – Henrik I., njemački kralj (* 876.) - 1566. – Nostradamus (* 1503.) - 1778. – Jean Jacques Rousseau, francuski književnik i filozof (* 1712.) - 1883. – Milan Makanec, hrvatski političar (* 1943.) - 1937. – Amelia Earhart, američka letačica (* 1898.) - 1961. – Ernest Hemingway, američki književnik (* 1899.) - 1970. – Erich Heckel, njemački slikar i grafičar (* 1883.) - 1977. – Vladimir Nabokov, rusko-američki književnik (* 1899.) - 1994. – Andrés Escobar, kolumbijski nogometaš (* 1967.) - 1997. – James Stewart, američki filmski glumac (* 1908.) - 1999. – Mario Puzo, američki književnik (* 1920.) - 2007. – Vojislav P. Nikčević, crnogorski jezikoslovac (* 1935.) - 2007. – Beverly Sills, američka sopranistica (* 1929.) - 2020. – Tomislav Raukar, hrvatski povjesničar (* 1933.) |

## Blagdani i spomendani
- Dan nezaposlenih[4]
- Svjetski dan športskih novinara

## Imendani
- Oton
- Martinijan
- Višnja
- Mladen
- Ostoja